# Samsung Galaxy Z Fold 5
O Samsung Galaxy Z Fold 5 (estilizado como Samsung Galaxy Z Fold5, vendido como Samsung Galaxy Fold 5 em determinados territórios) é um smartphone dobrável baseado em Android que foi anunciado pela Samsung Electronics em 26 de julho de 2023. A apresentação marcou a primeira vez que o evento Galaxy Unpacked foi realizado no país de origem da empresa, a Coreia do Sul. O telemóvel foi lançado em 11 de agosto de 2023.